# ルイス郡 (ワシントン州)
ルイス郡（英: Lewis County）は、アメリカ合衆国ワシントン州の南西部に位置する郡である。人口は8万2149人（2020年）。郡庁所在地はシェヘイリスであり、郡内で人口最大の都市はセントラリアである。
ルイス郡はルイス・クラーク探検隊を率いたメリウェザー・ルイスに因んで名付けられた。その位置はワシントン州西部にあるが、多くの面で、特に政治的に州東部に近いものがあることで知られている。ルイス郡はオレゴン準州暫定政府によって1845年12月19日に創設された最初の郡であり、当時は現在のワシントン州西部の大半を含んでいた。

## 地理
アメリカ合衆国国勢調査局に拠れば、郡域全面積は2,436平方マイル (6,309.2 km2)であり、このうち陸地は2,408平方マイル (6,236.7 km2)、水域は29平方マイル (75.1 km2)で水域率は1.18%である。世界でも最も樹高が高いという記録のあるベイマツが郡内ミネラルの町にあり、120 m とされている。

### 特徴的な地形
- カスケード山脈
- シェヘイリス川
- カウリッツ川
- ニスクァリー川
- メイフィールド湖
- リフ湖
- ビッグホーン山、郡内最高地点

### 主要高規格道路
- 州間高速道路5号線
- アメリカ国道12号線

### 隣接する郡
- グレイズハーバー郡 - 北、北西
- サーストン郡 - 北
- ピアース郡 - 北、北東
- ヤキマ郡 - 東
- スカマニア郡 - 南、南東
- カウリッツ郡 - 南
- ワカイアカム郡 - 南、南西
- パシフィック郡 - 西

### 国立保護地域
- ギフォード・ピンショー国立の森（部分）
- ベーカー山・スノカルミー国立の森（部分）
- レーニア山国立公園（部分）
- セント・ヘレンズ山国立火山保護区（部分）

## 政府と政治

### 国政レベル
ルイス郡は郡境を接する郡と比べてかなり共和党寄りである。隣接する郡の中ではヤキマ郡が例外的である。2000年アメリカ合衆国大統領選挙では、共和党候補のジョージ・W・ブッシュが郡内投票数の60%以上を獲得した。2008年では共和党候補のジョン・マケインが民主党候補のバラク・オバマに対して18%の差を付けたが、隣接郡ではヤキマ郡を除いてオバマの方が上回った。1992年以降の大統領選挙では共和党候補が常に10%以上の差を付けてルイス郡を制している。過去64年間を見ても、民主党候補としてルイス郡を制したのは1964年のリンドン・B・ジョンソン只一人である。2011年時点のアメリカ合衆国下院でも、ルイス郡が含まれるワシントン州第3選挙区から選出されている下院議員は共和党のジェイム・ヘレラ・バトラーである。

### 知事選挙
1970年代には民主党の知事候補者がルイス郡を制していたが、これは異例のことだった。民主党候補者が郡を制したのは1984年のブース・ガードナーが最後になっている。ガードナーは州全体でも当選し、2期を務めた。

### 州議会議員選挙
ルイス郡は州議会の第20選挙区に入っている（ワシントン州は上院と下院の選挙区割りが同じである）。ここでは上院議員1人と下院議員2人を選出しているが、2011年時点で全て共和党議員になっている。

### 郡政府
郡政府の選挙で選ばれる役人は郡管理委員会の委員3人を含め10人いるが、2011年時点で全て共和党員となっている。

## 人口動態
以下は2000年国勢調査による人口統計データである。
| 基礎データ - 人口: 68,600人 - 世帯数: 26,306 世帯 - 家族数: 18,572 家族 - 人口密度: 11人/km2（28人/mi2） - 住居数: 29,585軒 - 住居密度: 5軒/km2（12/mi2） 人種別人口構成 - 白人: 92.96% - アフリカン・アメリカン: 0.38% - ネイティブ・アメリカン: 1.22% - アジア人: 0.69% - 太平洋諸島系: 0.18% - その他の人種: 2.55% - 混血: 2.01% - ヒスパニック・ラテン系: 5.37% 先祖による構成 - ドイツ系：18.7% - アメリカ人：11.8% - イギリス系：11.1% - アイルランド系：8.7% - ノルウェー系：5.7% 年齢別人口構成 - 18歳未満: 26.5% - 18-24歳: 8.2% - 25-44歳: 25.2% - 45-64歳: 24.5% - 65歳以上: 15.5% - 年齢の中央値: 38歳 - 性比（女性100人あたり男性の人口） - 総人口: 98.3 - 18歳以上: 95.4 | 世帯と家族（対世帯数） - 18歳未満の子供がいる: 31.6% - 結婚・同居している夫婦: 55.9% - 未婚・離婚・死別女性が世帯主: 9.9% - 非家族世帯: 29.4% - 単身世帯: 24.0% - 65歳以上の老人1人暮らし: 11.2% - 平均構成人数 - 世帯: 2.57人 - 家族: 3.02人 収入と家計 - 収入の中央値 - 世帯: 35,511米ドル - 家族: 41,105米ドル - 性別 - 男性: 35,714米ドル - 女性: 23,453米ドル - 人口1人あたり収入: 17,082米ドル - 貧困線以下 - 対人口: 14.0% - 対家族数: 10.4% - 18歳未満: 18.6% - 65歳以上: 9.4% |

## 都市と町
- セントラリア - 人口最大の都市
- シェヘイリス - 郡庁所在地
- フォーズプレイリー
- モートン
- モシーロック

- ナパバイン
- ペエル
- トレド
- ベイダー
- ウィンロック

## その他の町
- アドナ
- アイルーン
- アルファ
- ボイストフォート
- バンカー
- カールソン
- キャリッジヒル
- セレス
- サインバー
- カーティス
- ドーティ
- ドライアド

- エセル
- エバライン
- ガルビン
- グレノマ
- ゲリアー
- ハーモニー
- カルバー
- クラバー
- ナブ
- コスモス
- ラカマス
- リンドバーグ

- リッテリ
- メアリーズコーナー
- ミネラル
- ニューオーカム
- オナラスカ
- パックウッド
- ランドル
- セントアーバンズ
- サルカム
- シルバークリーク
- ウォーンチプレイリー
- ワイルドウッド